# Paracoryza
Paracoryza is een geslacht van kevers uit de familie van de loopkevers (Carabidae). De wetenschappelijke naam van het geslacht is voor het eerst geldig gepubliceerd in 1952 door Basilewsky.

## Soorten
Het geslacht Paracoryza omvat de volgende soorten:
- Paracoryza canaliculata Balkenohl, 2000
- Paracoryza insulana Basilewsky, 1973
- Paracoryza mahnerti Balkenohl, 2000